# Poecilopsetta praelonga
Poecilopsetta praelonga (лат.) — вид лучепёрых рыб из семейства пецилопсеттовых (Poecilopsettidae) отряда камбалообразных.
Максимальная длина тела 17,5 см. Длина верхней челюсти укладывается 3,6—3,7 раза в длину головы. Обитают в Индо-Тихоокеанской области: Индийский океан, Тайвань и Тимор; также у берегов северо-западной Австралии. Донная тропическая рыба, встречается на глубине 216—714 м. Питается мелкими бентосными животными. Вид вне опасности, он безвреден для человека, объектом промысла не является.